# Georgi Iwanow (piłkarz)
Georgi Aleksandrow Iwanow - "Gonzo" (ur. 2 lipca 1976 w Płowdiwie) – bułgarski piłkarz grający na pozycji napastnika, oraz działacz i trener piłkarski.

## Kariera klubowa
Jest wychowankiem Łokomotiwu Płowdiw, z którego odszedł w wieku dwudziestu jeden lat. Kolejne pięć sezonów spędził w Lewskim Sofia, gdzie wyrósł na lidera ataku oraz nową gwiazdę ligi; oprócz licznych osiągnięć zespołowych (trzy mistrzostwa kraju i trzy Puchary), zdobył w tym czasie wiele wyróżnień indywidualnych, m.in. raz koronę króla strzelców i dwukrotnie tytuł piłkarza roku w Bułgarii. Jest jednym z najskuteczniejszych zawodników ekstraklasy bułgarskiej przełomu wieków: w latach 1997–2002 strzelił w meczach ligowych siedemdziesiąt goli, w tym dwadzieścia dwa w jednym sezonie (w dwudziestu czterech spotkaniach) i czternaście w meczach derbowych Lewskiego z CSKA, co jest rekordem. W tym czasie był także najlepiej opłacanym piłkarzem ligi.
Jego kariera załamała się, kiedy po zakończeniu rozgrywek 2001–2002 postanowił wyjechać za granicę. Przygoda z francuskim Stade Rennais, gdzie głównie siedział na ławce rezerwowych, okazała się mało owocna, podobnie jak występy w lidze tureckiej. W 2006 powrócił do Lewskiego, jednak trener Stanimir Stoiłow widział w nim tylko zmiennika młodego Walerego Domowczijskiego. Po półtora roku spędzonym w chorwackiej NK Rijece od lata 2008 po raz czwarty był zawodnikiem Lewskiego. Rok później z powodu kontuzji zakończył piłkarską karierę.

## Kariera reprezentacyjna
W reprezentacji Bułgarii zadebiutował w październiku 1996 w spotkaniu eliminacyjnym do Mundialu 1998 z Luksemburgiem (2:1). Jednak za selekcjonerskiej kadencji Christo Bonewa grał niewiele (łącznie cztery mecze), chociaż znalazł się w kadrze na mistrzostwa. Dopiero kolejni trenerzy drużyny narodowej Dimityr Dimitrow i Stojczo Mładenow zdecydowanie postawili na niego, widząc w nim następcę Christo Stoiczkowa. Iwanow brał udział w przegranych eliminacjach do Euro 2000 i Mundialu 2002. Ostatni raz wystąpił w reprezentacji we wrześniu 2005 roku w spotkaniu ze Szwecją (0:3) w kwalifikacjach do Mundialu 2006.

## Kariera działacza i trenera
Zaraz po zakończeniu kariery piłkarskiej, w lipcu 2009 otrzymał propozycję objęcia stanowiska dyrektora sportowego w Lewskim Sofia.
Trzy miesiące później, po zwolnieniu z funkcji pierwszego trenera Ratka Dostanicia, został jego tymczasowym następcą. Jako że nie posiadał oficjalnej licencji szkoleniowej UEFA, do protokołów wpisywane było nazwisko jego asystenta, Antoniego Zdrawkowa. Duet Iwanow–Zdrawkow doprowadził klub do trzeciego miejsca w lidze, gwarantującego grę w Lidze Europejskiej. Jego misja skończyła się wraz z zakończeniem sezonu 2009–2010; nowym szkoleniowcem Lewskiego został Jasen Petrow.
Iwanow pozostał w klubie jako menedżer, odpowiedzialny za sprawy techniczo-sportowe. Jednak nowy trener nie zdołał wywalczyć mistrzostwa kraju, ponadto klub zanotował słabe wyniki w Lidze Europy i Pucharze Bułgarii, dlatego po zakończeniu sezonu 2010–2011 Petrow otrzymał dymisję, a na stanowisko pierwszego szkoleniowca powrócił Iwanow. Tak jak za pierwszym razem, także i teraz prowadził klub tylko w kilku meczach: po porażce ligowej 0:1 z CSKA Sofia w listopadzie 2011 złożył wymówienie. Pozostał w klubie jako dyrektor sportowy.
W październiku 2012 został trenerem Łokomotiwu Płowdiw, lecz pracował tylko jeden dzień. Zrezygnował, gdy zorientował się jak wielki chaos organizacyjny panuje w tym klubie.
17 grudnia 2012 został trenerem bułgarskiego klubu Czerno More Warna.

## Sukcesy
Kariera piłkarska
- Lewski Sofia:
  - mistrzostwo Bułgarii 2000, 2001, 2002, 2006 i 2009
  - Puchar Bułgarii 1998, 2002 i 2002
- Indywidualnie:
  - Król strzelców ekstraklasy bułgarskiej, 2000–2001
  - Piłkarz roku 2000 i 2001 w Bułgarii